# Drums of Fate
Drums of Fate è un film muto del 1923 diretto da Charles Maigne. La sceneggiatura di Will M. Ritchey si basa su Sacrifice, romanzo di Stephen French Whitman pubblicato a New York nel 1922.
Fu il primo film come direttore della fotografia di James Wong Howe, che venne richiesto dall'attrice Mary Miles Minter.
Benché fosse distribuito due mesi prima di The Trail of the Lonesome Pine, questo fu l'ultimo film di Mary Miles Minter che si vide la carriera rovinata dallo scandalo suscitato dalla morte del regista William Desmond Taylor, ucciso il 1º febbraio 1922.

## Trama
Credendo che il marito Laurence sia morto in Africa, Carol sposa David Verne, un musicista. Ma Laurence torna a casa: convinto di fare il bene di Carol, l'uomo decide di ritornare nella giungla. Quella situazione provoca però uno shock a David, che muore. Carol, partita alla ricerca del marito, affronta molti disagi e molte avventure finché riesce a ritrovarlo nel villaggio di un re africano, suo amico, che l'ha salvato dai pericoli.

## Produzione
Le riprese del film, prodotto dalla Famous Players-Lasky Corporation, iniziarono alla fine di agosto o ai primi di settembre 1922. Il film ebbe come primo titolo di lavorazione quello di Sacrifice, poi quello di Drums of Destiny (secondo Motion Picture News del 4 novembre 1922) e, infine, quello definitivo di Drums of Fate.

## Distribuzione
Il copyright del film, richiesto dalla Famous Players-Lasky Corp, fu registrato il 27 dicembre 1922 con il numero LP18584.
Distribuito dalla Paramount Pictures e presentato da Adolph Zukor, il film uscì nelle sale cinematografiche statunitensi il 18 febbraio 1923 dopo essere stato presentato a New York il 14 gennaio 1923. In Danimarca, fu distribuito il 5 maggio 1924 con il titolo Skæbnens Trommeslag. In Svezia, è conosciuto come Dödstrummorna vid Mambava.
Non si conoscono copie ancora esistenti della pellicola che viene considerata presumibilmente perduta.